# Burgstall Altheim (Oberösterreich)
Der Burgstall Altheim bezeichnet eine abgegangene Höhenburg in dem Ortsteil Burgstall von Weng im Innkreis im Innviertel in Oberösterreich, direkt westlich der Stadt Altheim auf einer Flussterrasse der Mühlheimer Ache (Ach).

## Geschichte
Die Burg war um das Jahr 1130 im Besitz der Familie Häusler. Um 1220 kam er vom herzoglich-bayerischen Dienstmann von Puchstetten an Ludwig von Hagenau. 1292 besaß ihn der aus Bayern stammende Otto von Hundsberg, danach seine beiden Söhne Johannes und Thomas. 1521 werden ein Hans Burgstaller und 1563 eine Barbara Hausinger, Gattin des Hieronymus von Adelhaus, genannt. Nach ungesicherter mündlicher Überlieferung soll ein Teil des Mauerwerks für den Bau der Pfarrkirche in Weng (1478 bis 1490) verwendet worden sein.

## Anlage und Forschungsgeschichte
Der Burgstall wurde in der zweiten Hälfte des 19. Jahrhunderts von Johann Ev. Lamprecht freigelegt und von ihm sowie von Hugo von Preen in einer Planskizze festgehalten. Er bestand aus einer Vor- und einer Hauptburg, auf dem nördlichen Spitz des Höhenplateaus, etwa 300 m nördlich des Gehöfts Burgstall 1/2.
Die Wehranlage zeichnet sich durch zwei halbkreisförmige, etwa 10 m tiefe Gräben aus, die durch einen zusätzlichen Erdwall verstärkt waren. Aufgrund der Form der Anlage und fehlender urkundlicher Nennungen ist sie vermutlich dem ausgehenden Frühmittelalter (10./11. Jahrhundert) zuzurechnen. Von Hille wird hier eine bereits früher bestandene römische Wehranlage angenommen.
Das Objekt wurde im Zuge landwirtschaftlicher Meliorisationsarbeiten in den 1970er Jahren weitgehend eingeebnet und somit zerstört. Ein noch vorhandener Graben wird als Burggraben bezeichnet.